# الکساندر تکاچنکو (بازیکن فوتبال، زاده ۱۹۴۷)
الکساندر تکاچنکو (روسی: Александр Николаевич Ткаченко؛ زادهٔ ۲۴ ژانویهٔ ۱۹۴۷) بازیکن فوتبال اهل اتحاد جماهیر شوروی سوسیالیستی است.
از باشگاه‌هایی که در آن بازی کرده‌است می‌توان به باشگاه فوتبال زنیت سن پترزبورگ و باشگاه فوتبال زوریا لوهانسک اشاره کرد.
وی همچنین در تیم ملی فوتبال شوروی بازی کرده‌است.